# 난모쿠촌
난모쿠촌(일본어: 南牧村)은 일본 군마현 남서부에 있는 간라군의 정이다.
2008년 기준 노령 인구 비율은 57.0%로 일본에서 가장 높은 수준이며 여성만으로 보면 60%를 넘는다. 반대로 유소년 인구 비율은 불과 4.6%로 일본에서 제일 낮다. 나가노현의 미나미마키촌(南牧村)과 한자가 같다.

## 역사
- 1955년 3월 15일 - 이와도촌, 쓰키가타촌, 오자와촌이 합병해 난모쿠촌이 탄생하여 현재에 이른다.
- 1956년 4월 1일 - 촌의 일부가 시모니타정에 편입되었다.

## 인구
1960년대 이후 1만 명 미만이 되었으며, 고령화율이 2006년 10월보다 일본 제일이다. 2013년 10월 1일 시점에서 마을 주민의 평균 연령은 64.6세(남성 62.2세, 여성 66.7세)이다. 일본 과소지역자립촉진특별조치법 제2조 1항의 '과소지역'으로 지정되어 있어 마을 유지를 위해서도 인구 대책이 시급한 상황이다.
2015년 인구조사에서 노년 인구 비율은 60.5%로 일본에서 가장 높은 비율이다. 이 조사에서 노년 인구 비율이 60%를 넘는 시정촌은 이곳뿐이었다. 반대로 연소 인구 비율은 3.0%로 2015년 시점에서 일본에서 가장 낮은 비율이다.
2020년 인구조사에서는 노년 인구 비율이 65.2%로 더욱 높아져 계속 일본 최고치를 기록했다. 연소 인구 비율은 2.4%로 일본에서 두 번째로 낮은 수치이다. (또한 일본에서 가장 낮은 시정촌은 후쿠시마 제1 원자력 발전소 사고로 마을 주민 대부분이 피난했던 오쿠마정이다.)
2014년 5월 8일 일본의 민간 싱크탱크 '일본창성회의'가 발표한 '소멸 가능성 도시'의 시정촌 중 '가장 소멸 가능성이 높다(추계 젊은 여성 인구 감소율 89.9%)'고 지적되었다.
|                                              | |
| 난모쿠촌의 전국의 연령별 인구 분포（2005년） | 난모쿠촌의 연령·남녀별 인구 분포（2005년）                                                                             |
| ■자주색 ― 난모쿠촌 ■녹색 ― 일본전국          | ■파랑색 ― 남자 ■빨간색 ― 여자                                                                                          |
| · 난모쿠촌（에 해당되는 지역）의 인구추이    | |
| 일본 총무성 통계국 국세조사 결과             | |
|                                              | 기술적 문제로 인해 그래프를 일시적으로 사용할 수 없습니다. 파브리케이터와 미디어위키 위키에 더 자세한 정보가 있습니다. |